# Gambialoa gambiensis
Gambialoa gambiensis är en insektsart som först beskrevs av Ross 1965.  Gambialoa gambiensis ingår i släktet Gambialoa och familjen dvärgstritar. Inga underarter finns listade i Catalogue of Life.